# 坂崎千春
坂崎千春（日语：さかざき ちはる、1967年12月29日—）、日本繪本作家，千葉縣市川市出身。御茶水美術学院、東京藝術大学美術学部畢業。坂崎千春最著名的作品是《企鵝》系列。